# Edith Nesbit
Edith Nesbit (Londres, 15 d'agost del 1858 - New Romney, Kent, 4 de maig del 1924) fou una escriptora anglesa que esdevingué pionera del gènere fantàstic infantil i juvenil. També escrigué literatura per a adultsː novel·les de terror, poesia, propaganda política, obres de teatre i ressenyes.
Era la menor de sis germans, viatjà per Anglaterra, Espanya i França. S'interessà pel socialisme i va ser una de les fundadores de l'associació coneguda com a Fellowship of New Life, de la qual sorgiria la Societat Fabiana, germen del Partit Laborista britànic.
A principis de la dècada de 1890 Nesbit va començar a escriure narracions per a nens i joves, i va produir més de 60 llibres juvenils. Els seus llibres infantils es caracteritzen per establir trames enginyoses en què emergeix sempre algun element fantàstic, grups de nens i nenes de diferents edats i procedències i un estil narratiu fàcil i humorístic. Els grans novel·listes i guionistes de literatura fantàstica juvenil li reconeixen el seu mestratge, entre els quals Clive Staples Lewis, creador de Les Cròniques de Nàrnia, Pamela Lyndon Travers, creadora de Mary Poppins, Jacqueline Wilson, Frank Cottrell-Boyce, Neil Gaiman o la mateixa Joanne Rowling, autora de les històries de Harry Potter.
Va portar una vida poc convencional i, així, fou una de les primeres dones que fumaren en públic —la qual cosa era vista com una provocació en el cas d'una dona—, i a més a més portava els cabells curts, anava en bicicleta, vestia sense cotilla i escrivia. Signava els seus llbres com a E. Nesbit, cosa que li permetia ocultar la seva identitat femenina, com tantes altres escriptores, inclosa la mateixa JK Rowling. Es casà als 21 anys amb Hubert Bland quan ja estava embarassada i tingué cinc fills.

## Obres

### Novel·les per infants

#### Sèrie Bastable
- 1899 The Story of the Treasure Seekers
- 1901 The Wouldbegoods
- 1904 The New Treasure Seekers
- 1928 The Complete History of the Bastable Family (posthumous omnibus of the three Bastable novels)

The Complete History no és completa. Algunes narracions de Bastables s'inclouen el 1905 en Oswald Bastable and Others. Bastables també apareix el 1902 en The Red House.

#### Sèrie Psammead
- 1902 Five Children and It
- 1904 The Phoenix and the Carpet
- 1906 The Story of the Amulet

#### Sèrie House of Arden
- 1908 The House of Arden
- 1909 Harding's Luck

#### Altres novel·les per a infants
- 1906 The Railway Children
- 1907 The Enchanted Castle
- 1910 The Magic City
- 1911 The Wonderful Garden
- 1913 Wet Magic
- 1925 Five of Us and Madeline (published posthumously)

### Novel·les per adults
- 1885 The Prophet's Mantle (com a Fabian Bland)[5]
- 1886 Something Wrong (com a Fabian Bland)[5]
- 1896 The Marden Mystery (very rare; few if any copies have survived)
- 1899 The Secret of the Kyriels
- 1902 The Red House
- 1906 The Incomplete Amorist
- 1909 Salome and the Head (also published as The House With No Address)[4]
- 1909 Daphne in Fitzroy Street
- 1911 Dormant aka Rose Royal
- 1916 The Incredible Honeymoon
- 1922 The Lark

### Històries per a ifnants
- 1894 Miss Mischief
- 1895 Tick Tock, Tales of the Clock
- 1895 Pussy Tales
- 1895 Doggy Tales
- 1897 The Children's Shakespeare
- 1897 Royal Children of English History
- 1898 The Book of Dogs
- 1899 Pussy and Doggy Tales
- 1901 The Book of Dragons[6]
- 1901 Nine Unlikely Tales
- 1902 The Revolt of the Toys
- 1903 The Rainbow Queen and Other Stories
- 1903 Playtime Stories
- 1904 The Story of Five Rebellious Dolls
- 1904 Cat Tales
- 1905 Oswald Bastable and Others
- 1905 Pug Peter, King of Mouseland
- 1907 Beautiful Stories from Shakespeare (reimpressió de The Children's Shakespeare)
- 1908 The Old Nursery Stories
- 1912 The Magic World

### Històries per a adults
- 1893 Something Wrong (horror stories)
- 1893 Grim Tales (horror stories)
- 1893 The Pilot
- 1894 The Butler in Bohemia
- 1896 In Homespun
- 1897 Tales Told in Twilight (horror stories)
- 1901 Thirteen Ways Home
- 1903 The Literary Sense
- 1906 Man and Maid
- 1908 "The Third Drug", Strand Magazine, February 1908 – reimprès en antologies com a "The Three Drugs"[7]
- 1909 These Little Ones
- 1910 Fear (horror stories)
- 1923 To the Adventurous

### No-ficció
- 1913 Wings and the Child, or, The Building of Magic Cities
- 1966 Long Ago When I Was Young,[8] originally serialised in Girl's Own Paper 1896–97.[9]

### Poesia
"The Time of Roses", (1890?)
- 1886 "Lays and Legends"
- 1887 "The Lily and the Cross"
- 1887 "The Star of Bethlehem"
- 1888 "The Better Part, and other poems"
- 1888 "Landscape and Song"
- 1888 "The Message of the Dove"
- 1888 "All Round the Year"
- 1888 "Leaves of Life"
- 1889 "Corals and Sea Songs"
- 1890 "Songs of Two Seasons"
- 1892 "Sweet Lavender"
- 1892 "Lays and Legends: Second Edition"
- 1895 "Rose Leaves"
- 1895 "A Pomander of Verse"
- 1898 "Songs of Love and Empire"
- 1901 "To Wish You Every Joy"
- 1905 "The Rainbow and the Rose"
- 1908 "Jesus in London"
- 1883–1908 "Ballads and Lyrics of Socialism"
- 1911 "Ballads and Verses of the Spiritual Life"
- 1912 "Garden Poems"
- 1922 "Many Voices"

## E. Nesbit en català
- El darrer dels dracs (2019, Nòrdica Editorial). Traduït perAnna Llisterri. Il·lustrat per Rocío Martínez
- En Jan i les mongetes màgiques (2008, Vicens Vives, Col. Pinyata). Traduït per Matt Tavares. Il·lustrat per Lluís May
- Ben mudats de marbre (2025, https://ausiastsel.com/ben-mudats-de-marbre/).Traduït per Ausiàs Tsel.[10]